# Cangiante

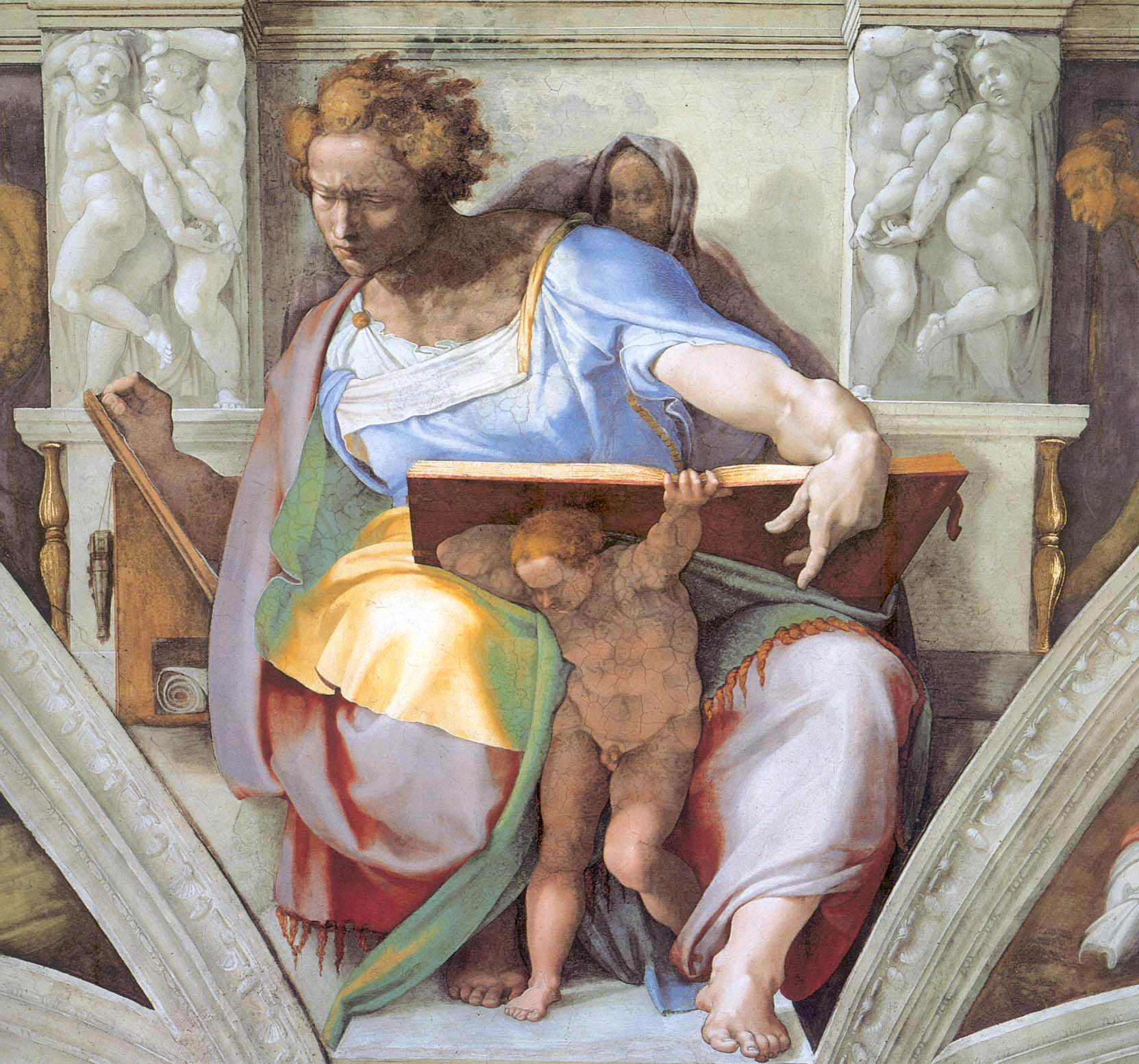
El profeta Daniel en el techo de la Capilla Sixtina, de Miguel Ángel, 1508-1512.

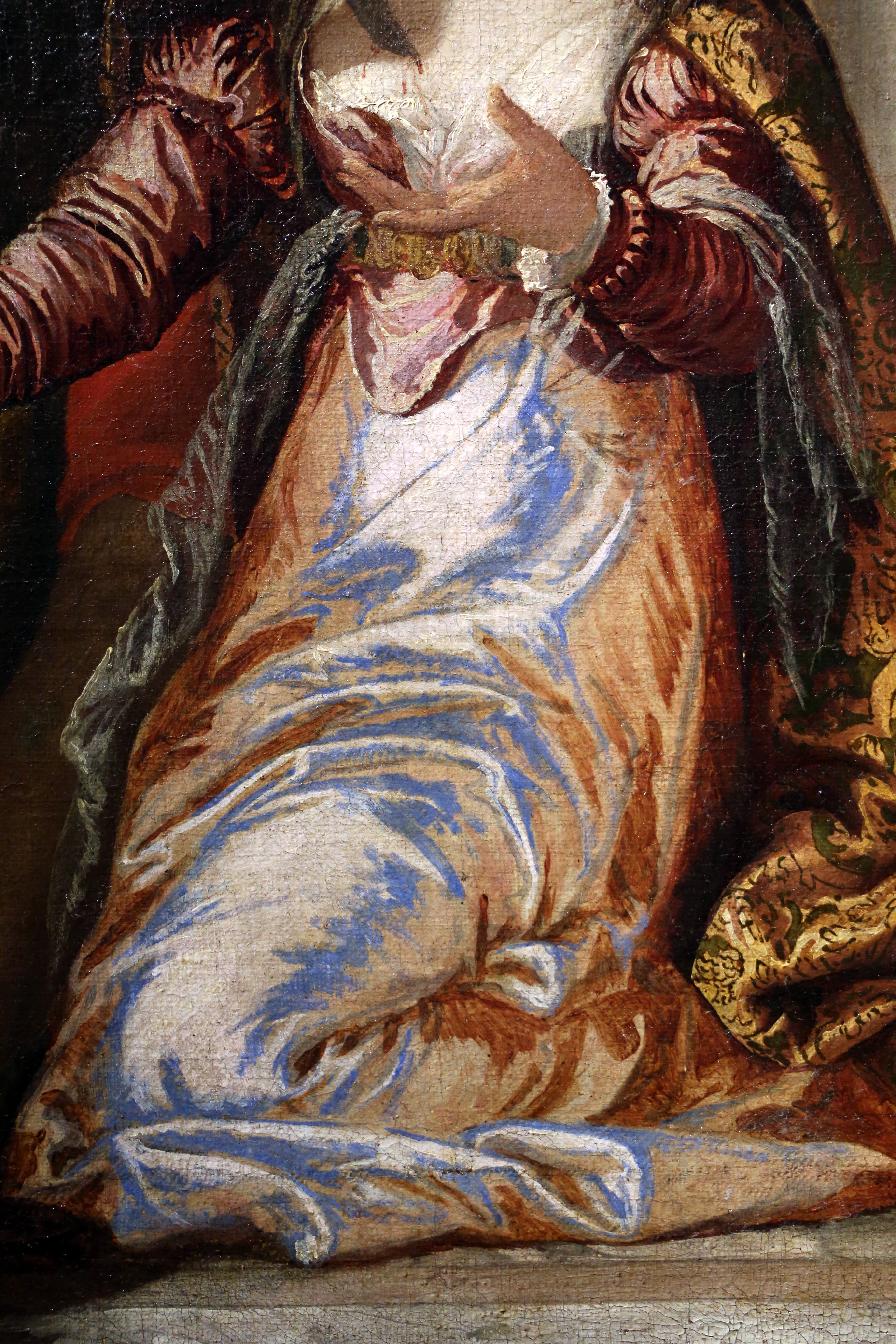
Detalle de Martirio de santa Justina, de Veronés, 1572-1573,

Cangiante (« cambiante » en lengua italiana -pronunciación en italiano: /kanˈdʒante/-) es una técnica de pintura que se inició en el Renacimiento italiano.
La técnica del cangiante se caracteriza por la adopción por el pintor de un color más claro cuando el original no pudiera ser suficientemente claro; o, por el contrario, el uso de un color más oscuro cuando el original no pudiera oscurecerse lo suficiente. En el Renacimiento el número y género de los colores disponibles era muy limitado. Independientemente del color real del objeto pintado, el pintor podía, por ejemplo, pasar de amarillo a rojo para pintar el sombreado de un objeto amarillo, simplemente porque el pigmento amarillo con el que debía trabajar no podía ser oscurecido lo suficiente para representar las sombras sobre ese objeto, mientras que el pigmento rojo sí lo permitía. Ciertamente existían otros métodos de obtener el sombrado y la luz en la pintura; pero frecuentemente los procedimientos disponibles consistían en mezclar "marrón" (tierras, pardos, ocres) o "negro" (un "no color" de problemático uso en pintura) con el color original, lo que teñía de "sombra" tal color.
En todo caso, la intención del pintor podía ser expresar las sombras con ayuda de colores puros, y experimentar conscientemente los efectos cromáticos de tal desviación.
Muchas partes del techo de la Capilla Sixtina muestran la maestría de Miguel Ángel en el cangiante; por ejemplo, la figura del profeta Daniel revela claramente la utilización en la transición del verde al amarillo en su ropaje.
Muy difundido después de Miguel Ángel, el cangiante se convirtió en una técnica pictórica de uso común.
Según la teoría de la historiadora del arte Marcia B. Hall, cuya propuesta ha ganado considerable aceptación, cangiante es uno de los cuatro modos pictóricos canónicos del Renacimiento tal como se establecieron en la práctica de los maestros del Pleno Renacimiento a comienzos del siglo XVI; siendo los otros tres el sfumato, el chiaroscuro y la unione.
No debe confundirse este recurso técnico y estético, propio del Renacimiento y los sucesivos periodos de la historia del arte de la Edad Moderna, con la especulación teórica que se da al uso del color en el Impresionismo que, a partir de las nuevas formulaciones teoría del color de la ciencia óptica de su tiempo, utilizaba conscientemente la oposición de colores complementarios. A partir de finales del siglo XIX los sucesivos movimientos de vanguardia posteriores, particularmente el Fauvismo, hicieron un uso aparentemente arbitrario de los colores para conseguir una mayor expresividad. 